# Sańći

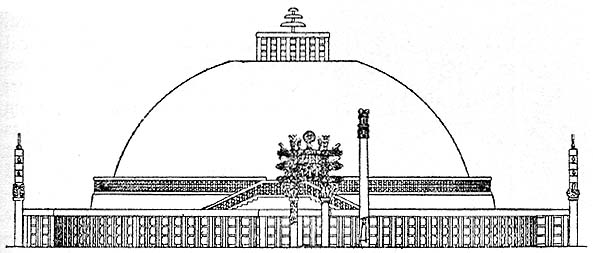
Wielka Stupa w Sańći – schemat

Sańći (hindi: सांची trl. Sãći, Sanći, ang. Sanchi), miejscowość w Indiach w stanie Madhya Pradesh. Słynie z zespołu architektektury buddyjskiej, w skład którego wchodzą trzy stupy, ruiny świątyń i klasztorów.
Najbardziej znana jest stupa nr 1, zwana Wielką Stupą. Zaczęto ją wznosić w III w. p.n.e. za panowania Aśoki Wielkiego, ale potem kilkakrotnie przebudowywano. Stupę otacza tradycyjne kamienne ogrodzenie zwane wedika, zakreślające obszar świętej wędrówki – pradakszina. W obręb uświęconego obszaru prowadzą cztery bramy – torana – z których szczególnie wschodnia zasługuje na uwagę ze względu na bogatą dekorację rzeźbiarską. Brama stanowi imitację konstrukcji drewnianej wykonaną w kamieniu. Jej powierzchnia zawiera liczne przedstawienia z życia Buddy. Jednak nie pojawia się postać samego założyciela religii, a jedynie jego emblematy: drzewo bodhi, odciśnięte ślady stóp, koń bez jeźdźca. Występują również przedstawienia niebuddyjskie, np. bogini Lakszmi, małżonki Wisznu. Najbardziej znaną rzeźbą tej bramy jest Jakszi z drzewem (sanskr. śalabhańdźika lub wrykszaka) Jest to postać kobieca przedstawiająca nimfę drzew, wkomponowana w narożnik pomiędzy filar i belkę poprzeczną bramy. Dekoracja powstała w I w. n.e., za dynastii Satawahanów. Napis fundatorski głosi, że wykonali ją rzeźbiarze kości słoniowej z miasta Widisia. Stupa została opuszczona w XIV wieku. Ponownie odkryta przez armię brytyjską w 1818. W latach 1912–1919 odnowiona przez służby archeologiczne Indii kierowane przez Johna Marshalla. W 1989 została wpisana na Listę Światowego Dziedzictwa UNESCO.
Bardzo dobrze zachowana jest również stupa nr 3, zbudowana ok. I w. n.e. Stupa ta pozbawiona jest ogrodzenia wedika i posiada tylko jedną, główną bramę. Głowice jej filarów zdobią wyobrażenia skrzatów gana.
Najskromniejsza i prawdopodobnie najstarsza jest stupa nr 2.